# Christian Wichert
Christian Wichert (* 10. Mai 1987 in München) ist ein ehemaliger deutscher Eishockeyspieler, der unter anderem für die Iserlohn Roosters, Augsburger Panther und den EHC München in der Deutschen Eishockey Liga (DEL) aktiv war.

## Karriere
Christian Wichert durchlief die Nachwuchsabteilung des EV Germering und wechselte zur Saison 2004/05 zum DNL-Team der Tölzer Löwen. Zu Beginn der Saison 2005/06 zog es ihn zum EV Landsberg 2000 in der Eishockey-Oberliga. In seiner Premierensaison stand Wichert in 34 Spielen beim Aufstieg der Landsberger auf dem Eis. In der Saison 2006/07 kam der Flügelspieler in seiner ersten Spielzeit in der 2. Bundesliga auf 14 Scorerpunkte. Zudem lief er einmal für die Iserlohn Roosters aus der DEL auf.
Im Sommer 2007 erhielt Wichert einen Vertrag bei den Augsburger Panthern, für die er in den Spielzeiten 2007/08 und 2008/09 auf 57 DEL Einsätze kam. Hier spielte er außerdem als Förderlizenzspieler für den EC Peiting während der Saison 2007/08 und für den EHC München während der Saison 2008/09. Zur Saison 2009/10 erhielt er einen festen Vertrag bei EHC München. Zur Saison 2013/14 wechselte er zu den Löwen Frankfurt in die Oberliga West. Nach zwei Jahren in Frankfurt beendete er 2015 seine Karriere.
International kam Wichert bei der U18-Junioren-Weltmeisterschaft 2005 und bei der U20-Junioren-Weltmeisterschaft 2007 zum Einsatz.

## Karrierestatistik

### International
Vertrat Deutschland bei:
- U18-Junioren-Weltmeisterschaft 2005
- U20-Junioren-Weltmeisterschaft 2007

(Legende zur Spielerstatistik: Sp oder GP = absolvierte Spiele; T oder G = erzielte Tore; V oder A = erzielte Assists; Pkt oder Pts = erzielte Scorerpunkte; SM oder PIM = erhaltene Strafminuten; +/− = Plus/Minus-Bilanz; PP = erzielte Überzahltore; SH = erzielte Unterzahltore; GW = erzielte Siegtore; 1 Play-downs/Relegation; Kursiv: Statistik nicht vollständig)